# Venice (Los Ángeles)

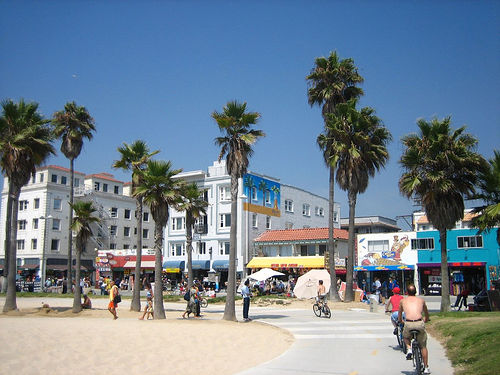
Venice Beach and Boardwalk.

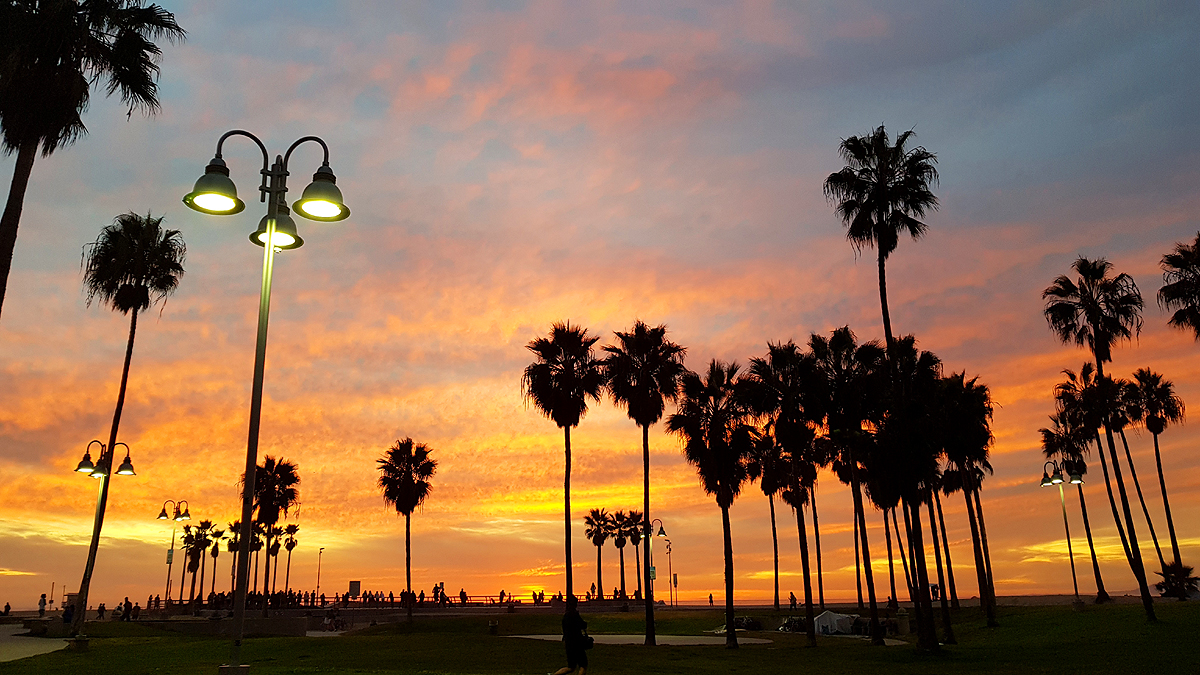
Atardecer en Venice Beach.

Venice es un distrito de Los Ángeles, California, Estados Unidos. Es más conocida por sus canales y playas, pero también tiene un área residencial algo bohemia, así como su colorido paseo de 4 km junto al océano. Está situada a 23 km del centro de Los Ángeles.

## Historia
Conocida como "la Venecia de EE. UU"., fue fundada en 1905 por el promotor Abbot Kinney como ciudad turística-playera, que entró en auge en los años 1920.

## Descripción
Venice es hoy una de las áreas más vibrantes y eclécticas de Los Ángeles. Es un área inusualmente peatonal para la ciudad; muchas de sus casas tienen sus entradas principales en las calles peatonales, las que están numeradas. La entrada del automóvil está por el lado de los callejones en la parte posterior. Sin embargo, al igual que el resto de Los Ángeles, Venice es también conocido por su congestión del tráfico. Está situado a 2 millas de la autopista sin peaje más cercana, y su red inusualmente densa de estrechas calles no fue planeada para las demandas del tráfico moderno.

### Venice Beach
El sector conocido como la Playa de Venice incluye la playa, el paseo paralelo a la playa, la playa conocida como la Muscle Beach, frecuentada por Arnold Schwarzenegger en su época de culturista, las canchas de balonmano y voleibol-playa, la plaza Skate Dancing, las pistas para ciclistas, y las tiendas y residencias que tienen sus direcciones frente del océano. 
Es un gran imán para los turistas, e incluso para los habitantes de otras partes de Los Ángeles, es muy conocido por su estilo ecléctico, de atmósfera conocida como contracultura. 
A lo largo de la porción meridional de la playa, al final del bulevar Washington, está el embarcadero de pesca, Venice Fishing Pier. Una estructura de cemento, inaugurada en 1964, pero cerrada en 1983 debido a daños ocasionados por tormentas del fenómeno El Niño, abriendo de nuevo solamente al mediados de la década de 1990. El 21 de diciembre de 2005, el embarcadero sufrió otra vez daño cuando un oleaje inusualmente grande hizo caer en el océano partes de él.
El embarcadero permaneció cerrado hasta el 25 de mayo de 2006, cuando fue abierto nuevamente, después de que un estudio de ingeniería concluyera que la estructura del embarcadero estaba sana.

## Cultura
Los miembros de la Beat Generation se reunían en The Gas House, en unos tiempos en los que zona estaba sumamente degradada y eran frecuentes las redadas policiales. En 1965 se fundó en V. The Doors, de Jim Morrison. Venice Beach es escenario de la película American History X y de la serie Californication.En los años 80`s, tuvo en Venice su estudio Jean-Michel Basquiat, facilitado por su marchante, el influyente Larry Gagosian, que tiene su galería en Venice. El muralista chileno Francisco Letelier ha retratado Venice, donde reside y tiene estudio.
El grupo musical Suicidal Tendencies es oriundo de Venice Beach y desde 1983 hasta hoy en día, ha ganado fama mundial.

## Educación

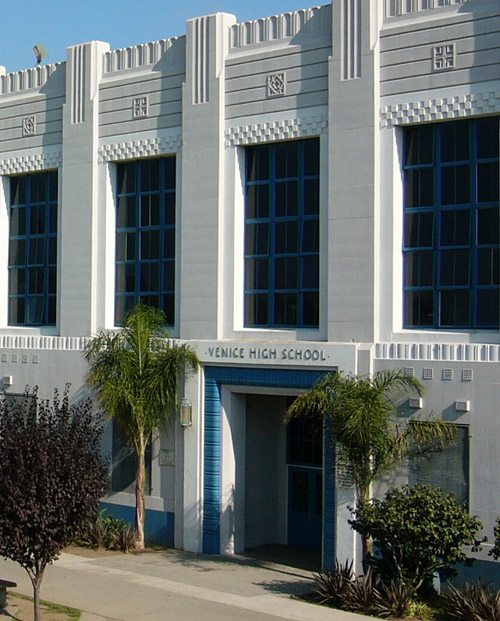
Escuela Preparatoria Venice

El Distrito Escolar Unificado de Los Ángeles gestiona las escuelas públicas:
- Escuela Preparatoria Venice